# Gauchin-Légal
Gauchin-Légal är en kommun i departementet Pas-de-Calais i regionen Hauts-de-France i norra Frankrike. Kommunen ligger i kantonen Houdain som tillhör arrondissementet Béthune. År 2022 hade Gauchin-Légal 300 invånare.

## Befolkningsutveckling
Antalet invånare i kommunen Gauchin-Légal
| Referens: INSEE |